# Pittsfield (condado de Somerset)
Pittsfield es un lugar designado por el censo ubicado en el condado de Somerset en el estado estadounidense de Maine. En el Censo de 2010 tenía una población de 3.150 habitantes y una densidad poblacional de 126,64 personas por km².

## Geografía
Pittsfield se encuentra ubicado en las coordenadas 44°45′48″N 69°22′22″O / 44.76333, -69.37278. Según la Oficina del Censo de los Estados Unidos, Pittsfield tiene una superficie total de 24.87 km², de la cual 24.34 km² corresponden a tierra firme y (2.17%) 0.54 km² es agua.

## Demografía
Según el censo de 2010, había 3.150 personas residiendo en Pittsfield. La densidad de población era de 126,64 hab./km². De los 3.150 habitantes, Pittsfield estaba compuesto por el 93.21% blancos, el 0.83% eran afroamericanos, el 0.16% eran amerindios, el 3.46% eran asiáticos, el 0.1% eran isleños del Pacífico, el 0.32% eran de otras razas y el 1.94% pertenecían a dos o más razas. Del total de la población el 2.19% eran hispanos o latinos de cualquier raza.